# П'ятницький Митрофан Юхимович
Митрофа́н Єфи́мович Пя́тницький (*21 червня (3 липня) 1864 — †21 січня 1927) — російський музикант, виконавець і збирач російських народних пісень. Засновник (1910) російського народного хору (з 1940 — Державний російський народний хор імені П'ятницкого).
Народився в родині дяка, учився в духовному училищі. В 1899—1923 працював з в одній з московських лікарень, взяв уроки співу в К. Еверарді.
В 1903 увійшов до складу музично-етнографічної комісії при Московському товаристві аматорів природознавства, антропології, етнографії; виступав у концертах, виконуючи народні пісні. Записав на фонографі близько 400 народних пісень (головним чином воронезьких), частина яких опублікована в 2-му збірнику (1904, 1914), зібрав колекції народних інструментів і костюмів.

## Хор П'ятницького
В 1911 у Москві відбувся перший виступ хору П'ятницького.
Після Жовтневого перевороту хор виріс у великий виконавський колектив. За прикладом хору П'ятницького створена велика кількість професійних хорів.